# Международный деловой альянс
Группа компаний «Международный деловой альянс» — группа ИТ-компаний, в которую входят компании из Беларуси и России. 
Группа компаний  «Международный деловой альянс» предоставляет услуги по заказной разработке информационных систем, облачных решений, разработке и внедрении решений для автоматизации и роботизации бизнес-процессов, мобильной разработке приложений созданию и интеграции продуктов и решений для интеллектуальной инженерной инфраструктуры. Специалисты группы компаний «Международный деловой альянс» работают с решениями таких производителей ПО как IBM, SAP, Oracle и т.д. 
Компании работают с белорусскими и российскими заказчиками: Газпром трансгаз Беларусь, Белэнерго, Белтопгаз, БелАЗ, Белнефтехим, Беларуськалий, Уралкалий, МРСК Урала, ЕЭСК и др.

### Структура
В группу «Международный деловой альянс» входит три компании:  ООО «ИБА», ЗАО «Международный деловой альянс» и ООО «Информационные производственные архитектуры».

## ЗАО «Международный деловой альянс»
ЗАО «Международный деловой альянс» — белорусская ИТ-компания, основанная в 1993 году. Компания предоставляет готовые решения и индивидуальную разработку программного обеспечения для клиентов из Республики Беларусь. В 2022 году компания стала резидентом Парка Высоких Технологий в Минске.

### Деятельность
Предлагает услуги по заказной разработке программного обеспечения на базе СПО, разработке и внедрению цифровых двойников, конструкторов электронных сервисов, систем интернет вещей, внедрению решений для автоматизации и роботизации бизнес-процессов, систем ДБО, BI, разработке мобильных приложений, услуги ЦОД и DevOps и пр.
ЗАО «Международный деловой альянс» выполнило проекты для заказчиков из разных отраслей: государственный сектор, энергетика, промышленность, транспорт и логистика, банки и финансы, нефть и газ. Среди заказчиков компании: Администрация Президента Республики Беларусь, Национальный банк, Беларусбанк и другие банки Республики Беларусь, НГ Белтелерадиокомпания, Белорусская железная дорога, Газпром трансгаз Беларусь, БелАЗ, Беларуськалий, Уралкалий (РФ), МРСК Урала (РФ),) и другие.
Продукты и решения компании: автоматизированная система диспетчерского управления, автоматизированная система оплаты и контроля проезда, продукт «Канцлер», RPA-платформа Канцлер RPA, r-Tube и др. 

### Проекты в Беларуси

#### Автоматизированная система диспетчерского управления
ЗАО «Международный деловой альянс» внедрила автоматизированную систему диспетчерского управления в следующих городах и областях Беларуси:
1. «Минсктранс» (Минск, весь коммунальный пассажирский транспорт) —  около 2 500 транспортных средств, около 300 табло на остановках[14].
2. «Гомельоблпассажиртранс» (Гомель и вся гомельская область) — около 300 перевозчиков, около 2 000 транспортных средств, около 10 табло на остановках[15].
3. «Миноблавтотранс» (Минская область) — около 30 перевозчиков, около 200 транспортных средств.
4. «Столичный транспорт и связь» (Минск, маршрутки) — около 60 перевозчиков, около 500 транспортных средств.
5. «Белорусская железная дорога» (Минск, городские линии) — 6 составов городских

линий (обеспечение необходимой информацией системы оплаты проезда). 
     6. «Брестгортранс» (Брест и область)

#### Автоматизированная система оплаты и контроля проезда
В 2014 году вместе с «Минсктранс» внедрили автоматизированную систему оплаты и контроля проезда (АСОКП) на всем пассажирском транспорте Минска (более 2500 единиц). В салонах транспортных средств установили валидаторы – устройства для считывания информации с бесконтактных смарт-карт, и электронные компостеры. Оплата банковскими картами внедрена в метрополитене Минска и шести поездах городских линий. 

#### T-Pay
В Бресте и Лиде работает сервис T-Pay — система оплаты проезда в транспорте с помощью приложения или телеграм-бота. 

#### r-Tube: контроль состояния ПИ-труб
В промышленной эксплуатации в Минских и Брестских тепловых сетях работает ИТ-решения для удаленного контроля состояния изоляционного слоя трубопроводов тепловых сетей. Установлены соответственно 100 и 50 автономных детекторов, которые контролируют состояние изоляции труб на участках теплотрасс протяженностью от 150 м до 2000 м в разных частях Минска и Бреста.

### Сертификаты качества
ЗАО «Международный деловой альянс» работает в соответствии с сертифицированными системами менеджмента: СМК ПО (СТБ ISO 9001-2015, DIN EN ISO 9001:2015) и СМИБ (СТБ ISO/IEC 27001-2016).

### Корпоративная социальная ответственность
В 2009 году компания была награждена золотой медалью и почетным дипломом победителя профессионального конкурса «Брэнд года» в почетной номинации «Социально ответственный брэнд».

## ООО «Информационные производственные архитектуры»
Компания «ИПА» (ООО «Информационные производственные архитектуры») — белорусская ИТ-компания, основанная в 1997 году. Компания ИПА — центр разработки ИТ-систем для финансовых организаций и банков, предприятий других отраслей, системный интегратор в области создания продуктов и решений для интеллектуальной инженерной инфраструктуры. В 2022 году в «ИПА» работают более 130 специалистов. 

### Деятельность
- Разработка, производство, сопровождение и ремонт платежных терминалов, банкоматов, электронных кассиров и валютообменных терминалов,
- Проектирование, строительство, техническое обслуживание вычислительных комплексов уровня data center для крупных производств, провайдеров электронных услуг, финансовых институтов,
- Установка и настройка аудиовизуальных решений,
- Разработка и внедрение автоматизированных систем управления технологическим процессами
- Проектирование и внедрение  систем физической безопасности (видеонаблюдение, охрана периметра, контроль доступа),
- Поставка средств вычислительной техники, телекоммуникационного оборудования и программного обеспечения,
- Разработка проектной документации, монтажные и пусконаладочные работы при строительстве объектов инженерной инфраструктуры,
- Услуги технического центра (обслуживание и ремонт сложной электронной техники),
- Внедрение и поддержка электронных сервисов оплаты проезда предприятий общественного транспорта.

### Сертификаты качества
Качество решений и услуг компании ИПА подтверждается сертификатом соответствия системы менеджмента качества СТБ ISO 9001-2015.

## ООО «ИБА»
ООО «ИБА» — российский поставщик информационных технологий, системный интегратор, разработчик собственных продуктов и решений. Компания работает с 2002 года. 

### Деятельность
ООО «ИБА» разрабатывает и внедряет решения для автоматизации и роботизации бизнес-процессов; систем электронного документооборота, управления корпоративным контентом; корпоративных хранилищ данных, систем бизнес-аналитики; заказной разработке программного обеспечения и пр. 
За 20 лет компания «ИБА» выполнила 100+ проектов для энергетических, нефтегазовых, телекоммуникационных, ИТ, фармацевтических, производственных и других компаний. Среди заказчиков «ИБА» такие предприятия как ОАО «МРСК Урала», ОАО «Уралкалий», ОАО «Екатеринбургэнергосбыт» (ЕЭнС), ОАО «Екатеринбургская электросетевая компания» (ЕЭСК), ПАО АНК «Башнефть», АО «Теле2».